# Schimbările de sunet în evoluția limbii române din limba latină
Acest articol prezintă schimbările de sunet din limba latină în limba română. Ordinea în care prezentăm aceste schimbări nu este neapărat și ordinea în care ele s-au produs în realitate.

## Perioada latinei vulgare
În latina vulgară, /e/ scurt si /i/ urmate de alte vocală au fost înlocuite cu o semi-vocală /j/. Mai târziu consoana precedentă își schimbă calitățile, /j/. Rezultatele în româna modernă sunt:
- lat. puteum > *putju > rom. puț,
- lat. rōgātiōnem > *rogatjone > *rogačone > rom. rugăciune
- lat. hordeum > *ordju > *ordzu > rom. orz
- lat. deorsum > *djosu > *džosu > rom. jos
- lat. socium > *sokju > rom. soț
- lat. cāseum > *kasju > rom. caș
- lat. vīnea > *vinja > *[viɲe] > rom. vie /vije/
- lat. mulierem > *muljere > *[muʎere] > rom. muiere /mujere/

### Vocale
Vocalele latine a, o i u au rămas în aproape toate cuvintele neschimbate:
- lat. mare > rom. mare
- lat. pālum > *paru > rom. par
- lat. focum > *focu > rom. foc
- lat. pōmum > *pomu > rom. pom
- lat. multum > *multu > rom. mult
- lat. tū > rom. tu

Vocala u se pare că se schimbă într-un o atunci când este stresată de m sau b în unele cuvinte:
- lat. *autumnus > *automna > *tomna > rom. toamnă
- lat. *rubeum > *robju > rom. roib

Vocala lungă ō se schimbă în unele cuvinte într-un u:
- lat. cohortem > *cōrtem > rom. curte

Vocalele e și i au suferit următoarele schimbări:
- scurt, nestresat  e,  ē  lung  și scurt  i  s-au unit într-un *e
- ī lung a rămas i

Aici sunt câteva exemple:
- lat. pellem > *[pɛlle] > rom. piele /pjele/
- lat. signum > *semnu > rom. semn
- lat. vīnum > *vinu > rom. vin

### Consoane
Consoanele individuale nu au suferit schimbări majore, dar printre schimbările suferite a fost și trecerea de la qu la p:
- lat. quattuor > *quattro > rom. patru
- lat. equa > *[ɛpa] > *jepa > rom. iapă
- lat. lingua > *lemba > rom. limbă, dar:

- lat. quid > *ki > rom. ce
- lat. quandō > *kando > *kându > rom. când

Alte schimbări includ ct > pt, gn > mn and x > ps. Mai târziu, ps a fost  simplificat în s.
- lat. factum > *faptu > rom. fapt
- lat. signum > *semnu > rom. semn
- lat. coxa > *copsa > rom. coapsă, dar:

- lat. laxō > *lapso > *lassu > rom. las

### Consoana finală
Toate consoanele finale au fost pierdute. Rezultatul a fost că în unele perioade toate cuvintele se terminau într-o vocală.

## Până laprotoromână

### l
La un anumit moment l a fost schimbat in r:
- lat. gelu > rom. ger
- lat. salīre > rom. a sări (sărire)

### Palatizare
- lat. testa > *[tɛsta] > *tjesta > *țesta > rom. țeastă
- lat. decem > *[dɛke] > *djeke > *dzeče > rom. zece
- lat. servum > *[sɛrbu] > *sjerbu > rom. șerb
- lat. dīcō > *dziku > rom. zic

### Slăbirea vocalelor nestresate
a nestresat devine ă (excepție se face când este la începutul unui cuvânt), iar o nestresat devine u. ă a devenit e. o nestresat a rămas la fel în unele cuvinte:
- lat. capra > rom. capră
- lat. vīnea > *vinja > *viɲă > *viɲe > rom. vie /vije/
- lat. formōsus > rom. frumos

### Regresarea luie
Vocala e a fost schimbata în ă când preceda o consoana și era urmată de o vocală anterioară. e a rămas la fel când era urmat de vocalele i sau e:
- lat. mēnsam > *mesa > *măsă > rom. masă
- lat. mēnsae > *mese > rom. mese
- lat. vēndō > *vendu > *văndu > *vându > rom. vând
- lat. vēndis > *vendi > *vendzi > *vindzi > rom. vinzi

## Schimbări moderne
Acestea sunt schimbări ce nu s-au petrecut în toate limbile romanice de est.
În dialectele sudice și în limba standard dz devine z în toate situațiile:
- dzic > zic
- lucredzi > lucrezi

Africatul dž devine j când este pronunțat dur (i.e. urmat de o vocală anterioară):
- gioc /dʒok/ > joc

dar:
- deget /dedʒet/  a rămas la fel.

### Introducerea unui /j/ intre „â” și un „n” moale
Aceasta afectează câteva cuvinte:
- pâne > pâine
- câne > câine

Asta explică pluralul mână-mâini. Este specific dialectelor sudice și limbii române standard, însă în alte regiuni se poate auzi și varianta  „câne”.

### Pronunțarea dură a „ș”, „ț” și „dz”
Acesta este specifică dialectelor nordice. Asta înseamana că aceste consoane pot fi urmate doar de o vocală anterioară, așadar orice vocală posterioară este schimbată înapoi într-o vocală anterioară.
- și > șî
- ține > țânʲe
- dzic > dzâc